# 白腹長尾猴
白腹長尾猴屬於猴科，生活在西非的加納和喀麥隆之間。白腹長尾猴也生活在格林納達島上，因為在18世紀時，有前往新大陸的奴隸船作為運輸媒介。 這種長尾猴生活在森林裡，為群體生活，一個群體內可達35隻。 白腹長尾猴的主食為水果，但有時也會吃昆蟲及葉子。白腹長尾猴的毛皮是棕灰色的，而臀部為白色。它尾巴和腿部是黑的，臉則是藍灰色帶有黑條紋的。白腹長尾猴會把食物收納在臉頰內。

## 描述
雄性白腹長尾猴體長為41至63公分（16至25英吋），尾巴則有52至73公分（20至29英吋）。雌猴體長約34至46公分（13至18英吋）。其頭部特徵為棕色頂、灰白寬帶環、灰色無毛的眼部和濃密蒼白的臉頰。上半身和外側四肢是深棕色的，而腹部和內側四肢是乳白色的。 在尾巴底部的兩側各有一塊白色的毛，與狒狒和其他猴子的屁股非常相像